# Cantó de Sant Mamet del Gard

El cantó de Saint-Mamert-du-Gard és un cantó francès del departament del Gard, a la regió d'Occitània. Està inclòs al districte de Nimes, té 14 municipis i el cap cantonal és Sant Mamet del Gard.

## Municipis
- Cavairac
- Clarençac
- Crespian
- Combaç
- Fònts
- Gajan
- Montanhac
- Montmirat
- Montpesat
- Molesan
- Parinhargues
- Sent Bausèli
- Sent Còsme e Maruèjols
- Sant Mamet del Gard